# Ledringhem
Ledringhem település Franciaországban, Nord megyében. Lakosainak száma 618 fő (2022. január 1.). Ledringhem Esquelbecq, Wormhout, Zegerscappel, Zermezeele és Arnèke községekkel határos.

## Népesség
A település népességének változása:
| Lakosok száma | 684  | 671  | 691  | 661  | 659  | 651  | 640  | 629  | 618  |
|               | 2013 | 2015 | 2016 | 2017 | 2018 | 2019 | 2020 | 2021 | 2022 |